# Nadia Vigliano
 (mars 2022).
Si vous disposez d'ouvrages ou d'articles de référence ou si vous connaissez des sites web de qualité traitant du thème abordé ici, merci de compléter l'article en donnant les références utiles à sa vérifiabilité et en les liant à la section « Notes et références ».
Nadia Vigliano (née le 24 juin 1977 à Creil) est une athlète française, spécialiste du lancer de javelot. 

## Biographie
Née à Creil dans l'Oise son père était un bon boxeur régional, elle est détectée par Guy Ontanon au Collège Gabriel Havez. Elle rejoint très vite l'Equipe UNSS et participe aux Championnats de France Scolaire.
Du même Club Fabé Fia et Laurent Hernu qui ont poursuivi leur carrière et resteront toujours en contact 
Plus tard, Michel Tranchant et René Monneret en poste pour les détections et stages nationaux l'invitent a un regroupement National.
Elle débute pourtant par le lancer de Disque et Poids, mais son intérêt va se porter sur le javelot quand Michel Tranchant la fait lancer sans élan.
Elle ne quittera plus le lancer de javelot et ses nombreux titres aux Championnats de France et Critériums.
Elle remporte quatre titres de championne de France du lancer du javelot, en 2007, 2008, 2009 et 2011. Aux côtés de l'Equipe entraîneurs Magali et David Brisseault puisqu'elle restera 8 ans au CREPS de Boulouris là où elle atteint son meilleur niveau a l'âge de 30 ans.
Son record personnel, établi le 8 juin 2008 à Draguignan, est de 57,31 m.

### Palmarès
- Championnats de France d'athlétisme :
  - vainqueur du lancer du javelot en 2007, 2008, 2009 et 2011

### Records
| Épreuve           | Performance | Lieu       | Date        |
| ----------------- | ----------- | ---------- | ----------- |
| Lancer du javelot | 57,31 m     | Draguignan | 8 juin 2008 |